# Begonia tsaii
Espèce
Synonymes
- Begonia setifolia (préféré par NCBI)[2]
- Begonia setifolia Irmsch. (préféré par GRIN)[3]
- Begonia tsaii Irmsch.[3]
- Begonia tsaii[2]

Begonia tsaii est une espèce de plantes de la famille des Begoniaceae.
Elle a été décrite en 1951 par Edgar Irmscher (1887-1968).